# Per Jonas Nordhagen
Per Jonas Nordhagen, né le 30 octobre 1929 à Bergen, est un historien d'art norvégien et académicien.

## Biographie
Per Jonas Nordhagen est le fils du professeur Rolf Nordhagen (1894-1979), académicien et botaniste, et de son épouse, née Elisabeth Marie Myhre (1900-1979). Après ses études secondaires terminées en 1948, il devient magister artium de l'université d'Oslo en 1955. Il y enseigne de 1962 à 1969 et obtient son doctorat d'État en 1968, grâce à sa thèse intitulée Johannes VIIs fresker i S. Maria: Antiqua ved Forum Romanum. il est ensuite docent à l'université de Bergen de 1969 à 1973, puis il dirige l'institut norvégien de Rome, succédant à Hans Peter L'Orange, son mentor. Ensuite il est docent à l'université d'Oslo de 1976 à 1986, puis professeur à l'université de Bergen de 1986 à 1999.
Le professeur Nordhagen est élu membre de l'Académie norvégienne des sciences et des lettres en 1974.
Il s'est particulièrement spécialisé pendant sa carrière dans le domaine de l'art antique romain, de l'art byzantin spécialement les mosaïques et les fresques byzantines. Il s'intéresse également à l'architecture et à la protection du patrimoine architectural, faisant partie de la Société de préservation des monuments anciens de Norvège. Il est vice-président du Musée national d'Oslo depuis 1994.

## Publications
- 1968: Johannes VIIs fresker i S. Maria: Antiqua ved Forum Romanum (traduit en anglais : The frescoes of John VII (A.D. 705-707) in S. Maria Antiqua in Rome)
- 1975: Trebyen faller : Bergen 1870-1970
- 1982: The mosaics of the Cappella di S. Aquilino in Milan : evidence of restoration
- 1983: The 'cross under arch' motif in early medieval art and its origin
- 1983: Roma og Konstantinopel : maleri og mosaikk : forskningshistorie omkring tidligmiddelalderens maleri
- 1985: Arbeit mit Wilpert, in: Die römischen Mosaiken und Malereien
- 1992: Bergen : guide & handbook : historical monuments, art & architecture, urban development
- 1994: Den store trebyen : trearkitektur i Bergen før 1850
- 2003: Norsk arkitekturhistorie : frå steinalder og bronsealder til det 21. hundreåret (flere forf)
- 2004: På universitetets grunn : Nygårdshøydens arkitekturhistorie 1860-2000
- 2006: En storby i miniatyr : Bergens bygningsverden 1850-1916. Artikler om arkitektur